# Alisma
Genre
Classification phylogénétique
Alisma (du grec alisma, « plantain d'eau ») est un genre de plantes herbacées monocotylédones de la famille des Alismataceae. 
Selon l'ethnobotaniste François Couplan, le rhizome d'au moins une espèce (Alisma plantago-aquatica) a autrefois été consommé par l'homme, en dépit de son âcreté (qui peut être diminuée par le séchage).

## Liste d'espèces
Selon Catalogue of Life (18 mai 2016) :
- Alisma bjoerkqvistii Tzvelev
- Alisma canaliculatum A.Braun & C.D.Bouché
- Alisma gramineum Lej.
- Alisma juzepczukii Tzvelev
- Alisma lanceolatum With.
- Alisma nanum D.F.Cui
- Alisma plantago-aquatica L.
- Alisma rhicnocarpum Schotsman
- Alisma subcordatum Raf.
- Alisma triviale Pursh
- Alisma wahlenbergii (Holmb.) Juz.

Selon ITIS (18 mai 2016) :
- Alisma gramineum Lej.
- Alisma lanceolatum With.
- Alisma plantago-aquatica L.
- Alisma subcordatum Raf.
- Alisma triviale Pursh

## Liste des espèces et sous-espèces
Selon World Checklist of Selected Plant Families (WCSP) (18 mai 2016) :
- Alisma × bjoerkqvistii Tzvelev (1979)
- Alisma canaliculatum A.Braun & C.D.Bouché, Index Seminum (B (1867)
- Alisma gramineum Lej. (1811)
- Alisma × juzepczukii Tzvelev (1979)
- Alisma lanceolatum With., Bot. Arr. Brit. Pl. ed. 3 (1796)
- Alisma nanum D.F.Cui, Bull. Bot. Res. (1992)
- Alisma plantago-aquatica L. (1753)
  - sous-espèce Alisma plantago-aquatica subsp. orientale (Sam.) Sam. (1932)
  - sous-espèce Alisma plantago-aquatica subsp. plantago-aquatica
- Alisma praecox Skuratovicz (2013)
- Alisma × rhicnocarpum Schotsman (1949)
- Alisma subcordatum Raf., Med. Repos., ser. 2 (1808)
- Alisma triviale Pursh (1813)
- Alisma wahlenbergii (Holmb.) Juz. (1933)

Selon NCBI (18 mai 2016) :
- Alisma canaliculatum
- Alisma gramineum
- Alisma juzepczukii
- Alisma lanceolatum
- Alisma nanum
- Alisma plantago-aquatica
  - sous-espèce Alisma plantago-aquatica subsp. orientale
- Alisma rariflorum
- Alisma subcordatum
- Alisma triviale
- Alisma wahlenbergii

Selon The Plant List (18 mai 2016) :
- Alisma bjoerkqvistii Tzvelev
- Alisma canaliculatum A.Braun & C.D.Bouché
- Alisma gramineum Lej.
- Alisma juzepczukii Tzvelev
- Alisma lanceolatum With.
- Alisma nanum D.F.Cui
- Alisma plantago-aquatica L.
- Alisma rhicnocarpum Schotsman
- Alisma subcordatum Raf.
- Alisma triviale Pursh
- Alisma wahlenbergii (Holmb.) Juz.

Selon Tropicos (18 mai 2016) (Attention liste brute contenant possiblement des synonymes) :
- Alisma acanthocarpum F. Muell.
- Alisma alpestre Coss.
- Alisma andrieuxii Hook. & Arn.
- Alisma angustifolium Hoppe
- Alisma annuum Lojac.
- Alisma apetalum Buch.-Ham. ex Micheli
- Alisma arcuatum Michalet
- Alisma batrachiocarpum St.-Lag.
- Alisma berteroi Spreng.
- Alisma bjoerkqvistii Tzvelev
- Alisma bolivianum Rusby
- Alisma bourgaei (Coss.) Nyman
- Alisma brevipes Greene
- Alisma californicum Micheli
- Alisma calophyllum Wall.
- Alisma calyophyllum Wall.
- Alisma canaliculatum A. Braun & C.D. Bouché
- Alisma ceretanica Sennen
- Alisma cordifolium L.
- Alisma coreanum H. Lév.
- Alisma cristatum Wall.
- Alisma damasonium L.
- Alisma difformifolium Steud.
- Alisma dubium Willd.
- Alisma echinocarpa (Mart.) Seub.
- Alisma echinocarpum (Mart.) Seub.
- Alisma ellipticum Mart.
- Alisma flava L.
- Alisma flavum L.
- Alisma floribundum Seub.
- Alisma geyeri Torr. ex Nicollet
- Alisma glandulosum Thwaites
- Alisma gramineum Lej.
- Alisma graminifolium (Wahlenb.) Ehrh. ex Ledeb.
- Alisma grandiflorum Cham. & Schltdl.
- Alisma hamiltonianum Wall.
- Alisma heterophyllum Schur
- Alisma humile Rich. ex Kunth
- Alisma intermedium Mart.
- Alisma jianshiensis J. K. Chen
- Alisma juzepezukii Tzvelev
- Alisma kotschyi Hochst.
- Alisma lanceolatum With.
- Alisma loeselii Gorski
- Alisma macrophyllum Kunth
- Alisma major Gray
- Alisma michaletii Asch. & Graebn.
- Alisma minus (R. Br.) Spreng.
- Alisma montanum Raf.
- Alisma nanum D.F. Cui
- Alisma natans L.
- Alisma nathpurense Steud.
- Alisma nymphaeifolium Griseb.
- Alisma obtusifolium (L.) Thwaites
- Alisma odoratum Raf.
- Alisma oligococcum F. Muell.
- Alisma orientale (Sam.) Juz.
- Alisma palaefolium (Nees & Mart.) Kunth
- Alisma paniculatum Stokes
- Alisma parnassifolia Bassi ex L.
- Alisma parnassifolium L.
- Alisma parviflorum Pursh
- Alisma plantagineum St.-Lag.
- Alisma plantaginifolium St.-Lag.
- Alisma plantago-aquatica L.
- Alisma polyspermum (Coss.) Nyman
- Alisma pubescens Mart.
- Alisma ranunculoides L.
- Alisma rariflorum Sam.
- Alisma reniforme D. Don
- Alisma reniformis D. Don
- Alisma repens Lam.
- Alisma rostratum Nutt.
- Alisma sagittaria Stokes
- Alisma sagittifolium Thwaites
- Alisma stellatum Buchanan-Hamilton ex Wallich
- Alisma stenophyllum Sam.
- Alisma subalatum Mart.
- Alisma subcordatum Raf.
- Alisma subulatum L.
- Alisma superbum Lunell
- Alisma taeniifolium Steud.
- Alisma tenellum Mart. ex Schult. & Schult. f.
- Alisma triviale Pursh
- Alisma validum Greene
- Alisma verticillatum Dulac
- Alisma virgata Hook. & Arn.
- Alisma virgatum Hook. & Arn.
- Alisma wahlenbergii Juz.
- Alisma × bjoerkqvistii Tzvelev
- Alisma × juzepczukii Tzvelev
- Alisma × rhicnocarpum Schotsman
- Alisma × tangerina Pau

Selon World Register of Marine Species (18 mai 2016) :
- Alisma wahlenbergii (Holmb.) Juz.